# نيكولاي أموسوف
نيكولاي ميخائيلوفيتش أموسوف (بالروسية: Николай Михайлович Амосов، وبالأوكرانية: Мико́ла Миха́йлович Амо́сов) ـ (6 ديسمبر 1913 ـ 12 ديسمبر 2002) هو أستاذ جامعي وجراح قلب وصدر ومخترع ومؤلف سوفيتي روسي وأوكراني، ابتكر العديد من الإجراءات الجراحية التي تستخدم في علاج أمراض القلب. تعددت جوانب موهبته فكان جراحًا وباحثًا وعالم وظائف أعضاء ومهندسًا، كما كان له نشاطه المثمر في المجالات العلمية والتنظيمية والعملية والتعليمية والاجتماعية.

## حياته
ولد أموسوف لأبوين من الفلاحين الروس الفقراء في أولخوفو قرب مدينة تشيريبوفيتس بمحافظة نوفغورود بالإمبراطورية الروسية في 6 ديسمبر 1913، وكانت أمه قابلة. تلقى تعليمه بين الثانية عشرة والثامنة عشرة من عمره في تشيريبوفيتس، وتخرج سنة 1932 في كلية تشيريبوفيتس الميكانيكية، ثم بدأ في خريف العام ذاته العمل ميكانيكًا في محطة أرخانغلسك للطاقة الكهربائية، وهو عمل ظل فيه مدة ثلاث سنوات. وفي سنة 1934 تزوج أموسوف من غاليا سوبوليفا، وبدأ الدراسة في المعهد الصناعي بالمراسلة، وفي العام ذاته توفيت أمه. وفي العام التالي التحق أموسوف وزوجته بمعهد أرخانغلسك الطبي، حيث تخرج بامتياز سنة 1939، وفي العام التالي حصل على شهادة الهندسة بمرتبة الشرف من المعهد الصناعي.
عقب تخرج أموسوف في المعهد الطبي، رغب في استكمال دراساته العليا في مجال علم وظائف الأعضاء، غير أن الأماكن المتاحة في مدرسة الدراسات كانت فقط في تخصص الجراحة، فتخصص أموسوف في الجراحة، وعندما اندلعت الحرب العالمية الثانية، شارك فيها جراحًا ومديرًا لمستشفى ميداني متنقل يعمل به خمسة أطباء (بي بي جي 2266)، حيث قام على علاج أكثر من 40 ألف مصاب، وإجراء أكثر من أربعة آلاف عملية جراحية.
في سنة 1944، تزوج أموسوف زوجته الثانية ليديا فاسيلييفنا دنيسينكو (1920 ـ 2014)، التي كانت تعمل ممرضة.
عمل أموسوف رئيسًا للجراحين بمنطقة بريانسك بين عامي 1947 و1952، وهي الفترة التي اهتم فيها بشكل كبير بجراحة الصدر، حيث أجرى العديد من الأبحاث وقدم أطروحته للدكتوراه في مارس 1953.
في سنة 1952، دعا معهد كييف للسل أموسوف ـ الذي كان قد اشتهر آنذاك كجراح صدر بارز ـ ليرأس عيادة جراحة الصدر التي كانت قد أُنشئت حديثًا، وفي سنة 1960 رأس السيبرنيطيقا الحيوية بمعهد السيبرنيطيقا التابع لأكاديمية العلوم الأوكرانية.
تركز اهتمام أموسوف لاحقًا على جراحة القلب، وفي سنة 1955 كان أموسوف أول جراح أوكراني يجري عمليات جراحية لعلاج أمراض القلب، وفي سنة 1958 صار واحدًا من أوائل جراحي الاتحاد السوفيتي الذين استخدموا طريقة تحويل الدورة الدموية. وفي 17 يناير 1963، صار أموسوف أول جراح سوفيتي يجري عمليات استبدال الصمام الميترالي. كما كان أول جراح في العالم يجري عملية استبدال صمامات القلب بصمامات مضادة للتخثر (كانت من ابتكاره) سنة 1965.
في الستينيات وأوائل السبعينيات، أصيب أموسوف بعدوى الدرن، فأُدخل مصحة الدرن بمدينة ستاري قرم، وبعد تمام شفائه، تولى أموسوف تنظيم القسم الجراحي من المصحة، ودأب على متابعة هذا القسم وتدريب الأطباء وإجراء العمليات الجراحية به.
وفي سنة 1983، عُين أموسوف مديرًا لمعهد جراحة القلب والأوعية الدموية.

## من مؤلفاته
- الأفكار والقلب (بالروسية: Мысли и сердце): كان من أعلى الكتب مبيعًا عند صدوره سنة 1964.
- الذكاء الاصطناعي (بالروسية: Искусственный разум): صدر سنة 1969.
- بي بي جي 2266: مذكرات جراح ميداني (بالروسية: ППГ 2266 (Записки полевого хирурга)): صدر سنة 1975.
- كتاب السعادة والشقاء (بالروسية: Книга о счастье и несчастьях): صدر سنة 1983.
- أصوات الأزمنة (بالروسية: Голоса времен): صدر سنة 1998.
- عالمي (بالروسية: Мое мировоззрение): صدر سنة 2003.

## العمل السياسي
في سنة 1989 خاض أموسوف الانتخابات التشريعية السوفيتية مستقلًا، ونجح في الحصول على مقعد في مجلس نواب الشعب السوفيتي عن دائرة كييف، كما صار عضوًا بمجلس السوفيت الأعلى خمس مرات.

## التكريم والجوائز

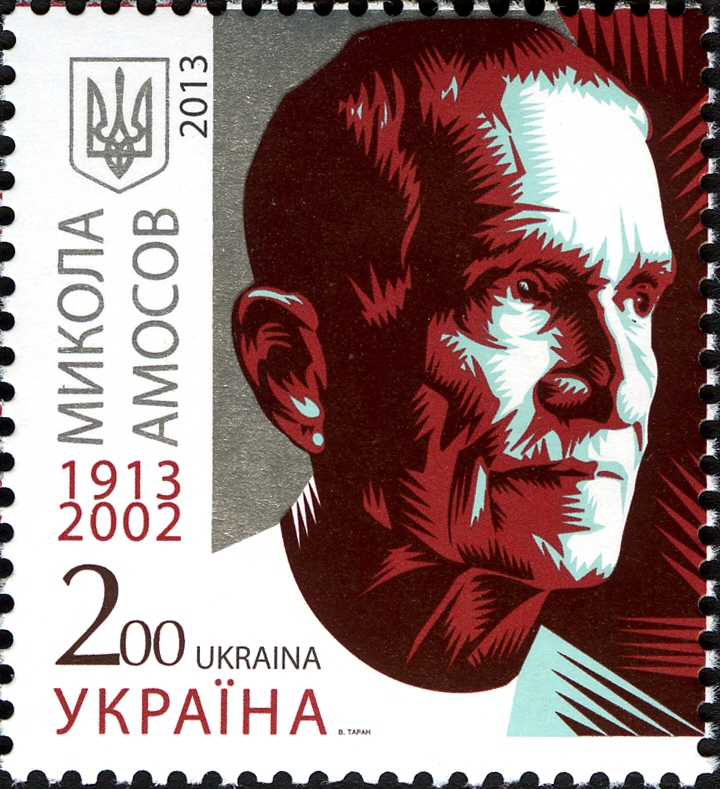
أموسوف على طابع بريد أوكراني صدر سنة 2013

في سنة 1961، حصل أموسوف على جائزة لينين لإنجازاته في مجال جراحة الرئة. كما حصل على لقب بطل العمل الاشتراكي (1973)، ووسام لينين مرتين، ووسام الحرب الوطنية، ووسام النجم الأحمر مرتين، وعدة ميداليات في معرض المنجزات الاقتصادية السوفيتية (ميداليتان ذهبيتان عامي 1967 و1982، وميدالية فضية سنة 1978) وفي سنة 1988 حصل على جائزة الدولة الأوكرانية لإنجازاته في جراحة القلب، وفي سنة 1998 حصل على وسام الاستحقاق من الدرجة الثانية.
بعد وفاة أموسوف، كرمه مجلس الوزراء الأوكراني في 12 مارس 2003 بإطلاق اسمه رسميًا على معهد جراحة القلب والأوعية الدموية التابع لأكاديمية العلوم الطبية الأوكرانية، وفي سنة 2008، حل أموسوف ثانيًا (بعد ياروسلاف الحكيم) في استفتاء عنوانه «أعظم مواطنينا» أجراه البرنامج التلفزيوني الأوكراني «أعظم الأوكرانيين».

## وفاته
توفي أموسوف في العاصمة الأوكرانية كييف من جرّاء احتشاء عضلة القلب في 12 ديسمبر 2002.